# Club América
Maillots
Actualités
Le Club de Fútbol América, également appelé Club América ou simplement América, est un club de football mexicain fondé le 12 octobre 1916 à Mexico.
América joue en première division du championnat du Mexique, il n'a jamais connu la relégation. C'est le club le plus riche du pays et d'Amérique latine. Son propriétaire est Emilio Azcárraga Jean, patron de la chaîne de télévision  Televisa. América est le club le plus titré de la Confédération CONCACAF avec 7 titres en Ligue des champions et 16 titres en championnat national. Son principal rival est Chivas de Guadalajara, leur rencontre donne lieu au Súper Clásico. Le derby de Mexico contre Cruz Azul est connu sous le nom de Clásico Jóven.
América dispute ses matches à domicile à l'Estadio Azteca (stade aztèque en français), le plus grand stade d'Amérique latine. Sa mascotte est un aigle, dont les joueurs ont tiré leur surnom, Las Águilas. Avant chaque match, un aigle dressé effectue d'ailleurs un cercle autour de la pelouse pour attirer la chance en faveur de l'équipe locale.

## Histoire du club

### La création
La création de ce club fait suite à la décision de deux établissements scolaires de la ville de Mexico, le Colegio Mascarones et le Colegio Marista de la Perpetua de s'unir pour former une équipe unique et très compétitive. Le Club América nait donc officiellement le 12 octobre 1916, date anniversaire de la découverte de l'Amérique par Christophe Colomb. Le nom du club rend naturellement hommage à cette date. Les premiers maillots et leurs couleurs (jaune et bleu), furent choisis sous l'impulsion de Rafael Garza Gutiérrez, un des membres de cette future équipe qui aura la chance de participer comme entraîneur à la Coupe du monde 1930 sous le drapeau mexicain.

### L'ère de l'amateurisme
En 1916, pour prouver sa valeur et obtenir le droit d'être admis dans la Ligue mexicaine, le club se doit de ne pas perdre ses trois premiers matches. À la surprise générale, l'América en remporte deux et fait match nul au troisième. La particularité d'alors de l'équipe était de n'être composée que de joueurs mexicains, contrairement aux autres clubs de Mexico, Necaxa ou Atlante. Club très populaire, l'América est le premier club à jouer des matches hors du Mexique et cela dès 1926. De nombreux joueurs composant la sélection mexicaine des Jeux olympiques d'été de 1928 et de la Coupe du monde de football de 1930 portent les célèbres couleurs de ce club.

### Les années 1940, faux départ dans l'ère du professionnalisme
Avant 1942 et la création de la Liga Mayor, il n'existe pas de championnat national mais plusieurs ligues mineures à travers le pays. La ligue de Mexico ou sévit le Club América est considérée comme la meilleure du pays. Pourtant, dans les années 1940, le club perd de sa superbe et n'atteint pas le niveau qui était le sien durant les années 1920 et au début des années 1930. Manque d'argent, joueurs vieillissants, le club végète alors que l'ère professionnelle s'amorce.

### Les années 1950-60, premiers succès au niveau national
En 1956, le club est vendu au propriétaire et producteur des boissons Jarritos. Le Club America décroche alors ses premiers titres au niveau national avec la Coupe du Mexique en 1954 et 1955. Il est ensuite revendu en 1959 à l'ambitieux Emilio Azcárraga Milmo, propriétaire de la chaîne de télévision Telesistema Mexicano (Televisa) qui révolutionna le club en injectant beaucoup d'argent et en révolutionnant les structures et les ambitions du club. Il y développa le marchandising, améliora les infrastructures et créa une fondation pour le développement des talents de la Capitale. On parla alors d'une seconde naissance pour le club. Les fans de Club America devront attendre la présidence de Guillermo Canedo, à la tête du club pendant vingt ans à partir de 1961, pour voir enfin leurs joueurs décrocher le titre de Champion du Mexique (premier titre en 1965 avec l'Uruguayen Roberto Scarone comme entraîneur). Avant qu'il ne cède le club, Emilio Azcárraga Milmo offrit dix titres aux supporters.

### 1977, La première Copa Interamericana
En 1977, América participe à sa première finale de Copa Interamericana, rencontre opposant le Champion d'Amérique du Sud et du champion CONCACAF, contre Boca Juniors. Dans un des matches les plus importants de l'Histoire du club, les Mexicains remporte le match 1-0 sur un but du Chilien Carlos Reinoso. C'est le premier titre remporté par un club de ce pays et cette Fédération dans cette compétition.

### Les années 1980, l'âge d'or du club 1983-1991
Durant cette décennie, l'équipe accumule les titres nationaux. Il gagne cinq fois le championnat dont trois de suite consécutifs en 1984-1985. Durant ces années-là c'est simple : l'América est favori de toutes les compétitions dans lequel il s'engage. Il remporte 2 Super Coupe du Mexique en 1987-88 et 1988-89 et la Coupe des champions de la CONCACAF en 1987. Leurs principaux concurrents d'alors, Pumas UNAM, Cruz Azul et bien sûr Chivas de Guadalajara se partagent alors les miettes.

### Les années 1990, une décennie à oublier
Cette décennie est à oublier pour les fans du Club America avec « seulement » deux Coupe des champions de la CONCACAF en 1990 et 1992 mais aucun titre au niveau national. Manquant de fonds et victimes de l'explosion des salaires, le club préféra sans trop de succès se tourner vers la formation de ses jeunes joueurs. Cuauhtémoc Blanco et German Villa profitèrent ainsi de cette politique.

### Le timide renouveau des années 2000
À la suite de cette période de vaches maigres, le Club América regarnit de nouveau sa vitrine de trophées avec un des deux titres de champions du Mexique en 2002 et un autre en 2005. Le titre de champion de la CONCACAF en 2006 lui permet d'ailleurs de disputer la Coupe du monde des clubs la même année. « Las Aguilas », surnom de l'équipe, termine à la 4e place de cette compétition après une défaite en demi-finale contre le FC Barcelone puis contre Al Ahly SC en match de classement.
Avec un recrutement prometteur, dont émergent les Argentins Federico Insua et Lucas Castroman ou l'Uruguayen Hernan Rodrigo Lopez, América apparaît comme le favori du championnat 2007-2008. Ils resteront pourtant dans le ventre mou du classement malgré son ambition. En 2007, le Club América parvient pourtant en finale de la Copa Sudamericana réunissant 30 équipes de CONMEBOL et 4 de CONCACAF. Il cède contre les Argentins d'Arsenal de Sarandi après une défaite 2-1 en Argentine et malgré une victoire 3-2 dans leur stade Aztèque.
La saison 2008-2009 voit les Mexicains briller sur la scène continentale avec une demi-finale en Copa Libertadores, en battant au passage Flamengo en quarts, tout en échouant lamentablement en championnat (ils restèrent même quelques journées à la dernière place, événement non vécu par le club depuis les années 1950). Guillermo Cañedo White cède alors la présidence du club à Michel Bauer. Ramon Diaz devient alors entraîneur mais pour un résultat misérable (21 points seulement à la fin du championnat).
Ratant la campagne pour la qualification pour la Copa Libertadores, Ramon Diaz est débarqué au cours de la saison 2009-2010 et remplacé par Jesus Ramirez. Les résultats sont là encore médiocres avec une 8e place à la fin du championnat d'Ouverture. Le championnat Clausura se termine un peu mieux avec une 2e place dans son groupe et une qualification pour la phase finale (élimination en quart de finale contre CF Monterrey). Mais le Président Emilio Azcárraga Jean du club ne se satisfait pas de ce parcours et licencie Jesus Ramirez en mai 2010. À noter que la saison 2009/2010 est marquée par l'agression dont est victime l'attaquant vedette du club, le Paraguayen Salvador Cabañas, auteur jusqu'ici de 66 buts en 115 matches avec América : le 25 janvier 2010, ce dernier est gravement blessé par un fan qui lui tire une balle dans la tête dans un night-club de la capitale mexicaine.
En décembre 2015, le club participe une nouvelle fois à la Coupe du monde des clubs de la FIFA.

## Palmarès et résultats

### Palmarès
| Compétitions nationales | Compétitions internationales |
| --- | --- |
| Niveau amateur (1901-1942) - Championnat du Mexique amateur : - Vice-champion : 1919, 1921, 1922. - Primera Fuerza de la FMF (4) : - Champion : 1925, 1926, 1927, 1928. - Vice-champion : 1924, 1930, 1935, 1936. - Coupe du Mexique (1) : - Vainqueur : 1938. - Finaliste : 1937. Niveau professionnel (depuis 1943) - Championnat du Mexique (16) : - Champion : 1966, 1971, 1976, 1984, 1985, 1985 (Prob.), 1988, 1989, 2002 (Ver.), 2005 (C), 2013 (C), 2014 (A), 2018 (A), 2023 (A), 2024 (C) et 2024 (A). - Vice-champion : 1960, 1962, 1964, 1967, 1972, 1991, 2007 (C), 2013 (A), 2016 (A), 2019 (A) - Coupe du Mexique (6) : - Vainqueur : 1954, 1955, 1964, 1965, 1974, 2019 (C). - Finaliste : 1945, 1976, 1991. - Supercoupe du Mexique (7) : - Vainqueur : 1955, 1976, 1988, 1989, 2005, 2019, 2024. - Finaliste : 1954, 1964, 1965, 1966, 1971, 1974, 2015. - Supercoupe de la Liga MX (es) (1) : - Vainqueur : 2024. | - Ligue des champions de la CONCACAF (7) : - Vainqueur : 1977, 1987, 1990, 1992, 2006, 2015, 2016. - Finaliste : 2021. - Coupe des géants de la CONCACAF (1) : - Vainqueur : 2001. - Copa Interamericana (2) : - Vainqueur : 1978, 1991. - Copa Sudamericana : - Finaliste : 2007. - Campeones Cup (1) : - Vainqueur : 2024. - Finaliste : 2019. |

### Bilan en compétitions internationales
| Année | J  | G  | N  | D  | BP  | BC | PTS | DIF | Tour        |
| ----- | -- | -- | -- | -- | --- | -- | --- | --- | ----------- |
| 1998  | 8  | 2  | 3  | 3  | 7   | 7  | 9   | 0   | 1/16 f      |
| 2000  | 12 | 8  | 1  | 3  | 28  | 18 | 25  | 10  | Demi-finale |
| 2002  | 12 | 9  | 2  | 1  | 19  | 8  | 29  | 11  | Demi-finale |
| 2004  | 8  | 4  | 2  | 2  | 13  | 8  | 14  | 5   | 1/16 f      |
| 2007  | 12 | 6  | 1  | 5  | 23  | 16 | 19  | 7   | 1/4 f       |
| 2008  | 12 | 5  | 2  | 5  | 18  | 16 | 16  | 2   | Demi-finale |
| 2011  | 8  | 3  | 2  | 3  | 8   | 8  | 11  | 0   | 1/16 f      |
| Total | 72 | 37 | 13 | 22 | 116 | 81 | 124 | 35  |             |

| Année | J  | G | N | D | BP | BC | PTS | DIF | Tour      |
| ----- | -- | - | - | - | -- | -- | --- | --- | --------- |
| 2005  | 4  | 1 | 1 | 2 | 7  | 8  | 4   | -1  | 1/4 f     |
| 2007  | 8  | 5 | 0 | 3 | 15 | 10 | 15  | 5   | Finaliste |
| Total | 12 | 6 | 1 | 5 | 22 | 18 | 19  | 4   |           |

| Année | J | G | N | D | BP | BC | PTS | DIF | Tour     |
| ----- | - | - | - | - | -- | -- | --- | --- | -------- |
| 2006  | 3 | 1 | 0 | 2 | 2  | 6  | 3   | -4  | 4e place |
| 2015  | 2 | 1 | 0 | 1 | 3  | 3  | 3   | 0   | 5e place |
| 2016  | 3 | 1 | 0 | 2 | 4  | 5  | 3   | -1  | 4e place |
| Total | 8 | 3 | 0 | 5 | 9  | 14 | 9   | -5  |          |

### Records du club
- Première équipe mexicaine à se rendre au deuxième tour de la Copa Libertadores en 1998.
- Première équipe mexicaine à obtenir un point dans la Copa Libertadores.
- Avec Guadalajara, ils sont les seuls clubs à avoir joué tous les matches de la Première division mexicaine.
- Record historique des nombres de matchs sans défaite consécutifs : 28. (Tournoi de clôture de 2005 au Tournoi d'ouverture de 2005).
- Équipe mexicaine avec plus de points en une saison : 43.
- Première équipe mexicaine à obtenir 1 000 victoires lors de la victoire contre Pumas UNAM.
- Première équipe du Mexique et de la CONCACAF à gagner la Copa Interamericana en 1977.
- Seule équipe de la CONCACAF qui a remporté la Copa Interamericana 2 fois, en 1977 et 1991.
- Est l'équipe ayant participé au plus de Copa Libertadores au Mexique.
- Participation au premier World Football Challenge en 2009, en battant le Milan AC et l'Inter Milan, et a terminé à la deuxième place, perdant face à Chelsea en finale.
- Première équipe mexicaine dans le top 10 du classement du monde des clubs de l'IFFHS (décembre 2007).
- Dans le classement des clubs de tous les temps, América est classé 80e.

### Records individuels
|    | Nom                | Dates                 | Matchs | Buts |
| -- | ------------------ | --------------------- | ------ | ---- |
| 1  | Cristóbal Ortega   | 1975-1991             | 711    | ?    |
| 2  | Alfredo Tena       | 1973-1991             | 594    | ?    |
| 3  | Germán Villa       | 1991-2009             | 499    | ?    |
| 4  | Luis Roberto Alves | 1985-1996 & 1997-1998 | 490    | 192  |
| 5  | Gonzalo Farfán     | 1984-1994             | 433    | 76   |
| 6  | Duilio Davino      | 1997-2007             | 403    | ?    |
| 7  | Adrián Chávez      | 1986-1996             | 402    | ?    |
| 8  | Cuauhtémoc Blanco  | 1992-2007 & 2016      | 398    | 153  |
| 9  | Pável Pardo        | 1999-2006             | 392    | ?    |
| 10 | Raúl Lara          | 1990-2002             | 384    | ?    |

|    | Nom                     | Dates                 | Matchs | Buts | Ratio |
| -- | ----------------------- | --------------------- | ------ | ---- | ----- |
| 1  | Luis Roberto Alves      | 1985-1996 & 1997-1998 | 490    | 192  | 0,39  |
| 2  | Cuauhtémoc Blanco       | 1992-2007 & 2016      | 398    | 153  | 0,38  |
| 3  | Octavio Vial            | 1936-1949             | ?      | 148  | ?     |
| 4  | Zague                   | 1961-1969             | 299    | 106  | 0,35  |
| 5  | Enrique Borja           | 1969-1977             | ?      | 103  | ?     |
| 6  | Eduardo González Pálmer | 1951-1963             | ?      | 102  | ?     |
| 7  | Salvador Cabañas        | 2006-2010             | ?      | 98   | ?     |
| 8  | Carlos Reinoso          | 1969-1979             | 364    | 95   | 0,26  |
| 9  | Carlos Hermosillo       | 1983-1989 & 1999-2000 | ?      | 93   | ?     |
| 10 | Gonzalo Farfán          | 1984-1994             | 433    | 76   | 0,18  |

## Joueurs et personnalités du club

### Présidents
| Rang | Nom                    | Période   |
| ---- | ---------------------- | --------- |
| 1    | Florencio Domínguez    | 1916-1920 |
| 2    | Guillermo Gómez        | 1920-1930 |
| 3    | Juan de Dios Bojórquez | 1930-1932 |
| 4    | Eric Herrera           | 1933      |
| 5    | Louis Martinez         | 1933-1934 |
| 6    | Ernesto Sota           | 1934-1937 |
| 7    | Germán Núñez           | 1937-1938 |
| 8    | Salvador González      | 1938-1939 |
| 9    | Francisco Bautista     | 1939-1940 |
| 10   | Filiberto Zapata       | 1940      |
| 11   | César Martíno          | 1940-1945 |
| 12   | Francisco Bautista     | 1945-1948 |
| 13   | Antonio Hidalgo        | 1948-1949 |
| 14   | Miguel Ramírez         | 1950-1954 |
| 15   | Julián Rodríguez       | 1956-1958 |

| Rang | Nom                            | Période   |
| ---- | ------------------------------ | --------- |
| 16   | Pedro Valdez                   | 1958-1959 |
| 17   | Darío Pastrana                 | 1959-1961 |
| 18   | Guillermo Cañedo de la Bárcena | 1961-1981 |
| 19   | Emilio Díez Barroso            | 1981-1996 |
| 20   | Pablo Cañedo                   | 1996-1997 |
| 21   | Alejandro Orvañános            | 1997-1998 |
| 22   | Raúl Quintana                  | 1998-1999 |
| 23   | Javier Pérez Teuffer           | 1999-2004 |
| 24   | Guillermo Cañedo White         | 2004-2008 |
| 25   | Michel Bauer                   | 2008-2011 |
| 26   | Ricardo Peláez                 | 2011-2017 |
| 27   | Santiago Baños                 | 2017-     |

### Entraîneurs
| Rang | Nom                                    | Période   |
| ---- | -------------------------------------- | --------- |
| 1    | Eugenio Cenoz & Rafael Garza Gutiérrez | 1917-1919 |
| 2    | Rafael Garza Gutiérrez                 | 1920-1926 |
| 3    | Percy Clifford                         | 1926-1929 |
| 4    | Rafael Garza Gutiérrez                 | 1929-1930 |
| 5    | Salvador Briseño                       | 1931-1933 |
| 6    | Rafael Garza Gutiérrez                 | 1933-1935 |
| 7    | Ernesto Sota & Pedro Andrade Pradillo  | 1935      |
| 8    | Rafael Garza Gutiérrez                 | 1935-1936 |
| 9    | Pedro Barra                            | 1936-1937 |
| 10   | Rafael Garza Gutiérrez                 | 1937-1942 |
| 11   | Luis Regueiro                          | 1942-1946 |
| 12   | Rafael Garza Gutiérrez                 | 1946-1949 |
| 13   | Octavio Vial                           | 1949-1950 |
| 14   | Alfredo Sánchez                        | 1950      |
| 15   | György Orth                            | 1950-1951 |
| 16   | José Luis Borbolla                     | 1951-1952 |
| 17   | Donato Alonso                          | 1952      |
| 18   | Octavio Vial                           | 1952-1955 |
| 19   | Norberto Iacono                        | 1955-1956 |
| 20   | Manuel Gutiérrez                       | 1956-1957 |
| 21   | Felipe Castañeda                       | 1957      |
| 22   | Gaspar Rubio                           | 1957      |
| 23   | Fernando Marcos                        | 1957-1961 |
| 24   | Mario Pérez                            | 1961      |
| 25   | Ignacio Trelles                        | 1961-1962 |
| 26   | José Moncebáez (intérim)               | 1962      |
| 27   | Ignacio Trelles                        | 1962-1964 |
| 28   | Alejandro Scopelli                     | 1964-1965 |
| 29   | José Moncebáez (intérim)               | 1965      |
| 30   | Roberto Scarone                        | 1965-1966 |
| 31   | Ángel Papadopulus                      | 1966-1967 |
| 32   | Andrés Prieto (intérim)                | 1967      |
| 33   | Pedro Nájera                           | 1967      |
| 34   | Sabino Marinaga                        | 1968      |
| 35   | Walter Ormeño                          | 1968-1970 |
| 36   | Alejandro Scopelli                     | 1970      |
| 37   | Luis Grill                             | 1970-1971 |
| 38   | José Antonio Roca                      | 1970-1975 |
| 39   | Francisco Hernández (intérim)          | 1975      |
| 40   | Raúl Cárdenas                          | 1975-1978 |
| 41   | Alejandro Scopelli                     | 1978-1979 |
| 42   | José Antonio Roca                      | 1979-1981 |
| 43   | Carlos Reinoso                         | 1981-1985 |
| 44   | Mario Pérez (intérim)                  | 1985      |
| 45   | Miguel Ángel López                     | 1985-1987 |
| 46   | Vicente Cayetano Rodríguez             | 1987      |
| 47   | Roberto Rodríguez (intérim)            | 1987      |
| 48   | Jorge Vieira                           | 1987-1990 |
| 49   | Dragoslav Šekularac                    | 1990      |
| 50   | Roberto Rodríguez (intérim)            | 1990      |

| Rang | Nom                         | Période   |
| ---- | --------------------------- | --------- |
| 51   | Carlos Miloc                | 1991      |
| 52   | Roberto Rodríguez (intérim) | 1991      |
| 53   | Paulo Roberto Falcão        | 1991-1992 |
| 54   | Miguel Ángel López          | 1992-1994 |
| 55   | Leo Beenhakker              | 1994-1995 |
| 56   | Emilio Ferrara (intérim)    | 1995      |
| 57   | Mirko Jozić                 | 1995      |
| 58   | Marcelo Bielsa              | 1995-1996 |
| 59   | Jorge Castelli (intérim)    | 1996      |
| 60   | Ricardo La Volpe            | 1996      |
| 61   | Carlos de los Cobos         | 1996      |
| 62   | Jorge Solari                | 1997      |
| 63   | Gonzalo Farfán (intérim)    | 1997      |
| 64   | Carlos Reinoso              | 1998      |
| 65   | Carlos Kiese                | 1999      |
| 66   | Roberto Alderete            | 1999      |
| 67   | Alfredo Tena                | 1999-2000 |
| 68   | Gonzalo Farfán (intérim)    | 2000      |
| 69   | Alfio Basile                | 2000-2001 |
| 70   | Manuel Lapuente             | 2001-2002 |
| 71   | Mario Carrillo (intérim)    | 2002      |
| 72   | Manuel Lapuente             | 2002-2003 |
| 73   | Leo Beenhakker              | 2003-2004 |
| 74   | Oscar Ruggeri               | 2004      |
| 75   | Mario Carrillo              | 2004-2005 |
| 76   | Víctor Manuel Aguado        | 2006      |
| 77   | Manuel Lapuente             | 2006      |
| 78   | Luis Fernando Tena          | 2006-2007 |
| 79   | Daniel Brailovsky           | 2007-2008 |
| 80   | Rubén Omar Romano           | 2008      |
| 81   | Juan Antonio Luna (intérim) | 2008      |
| 82   | Ramón Ángel Díaz            | 2008-2009 |
| 83   | Jesús Ramírez               | 2009-2010 |
| 84   | Manuel Lapuente             | 2010-2011 |
| 85   | Carlos Reinoso              | 2011      |
| 86   | Alfredo Tena                | 2011      |
| 87   | Miguel Herrera              | 2012-2013 |
| 88   | Antonio Mohamed             | 2014      |
| 89   | Gustavo Matosas             | 2015      |
| 90   | Ignacio Ambriz              | 2015-2016 |
| 91   | Ricardo La Volpe            | 2016-2017 |
| 92   | Miguel Herrera              | 2017-2020 |
| 93   | Santiago Solari             | 2021-2022 |
| 94   | Fernando Ortiz              | 2022-2023 |
| 95   | Andre Jardine               | 2023-     |

### Joueurs emblématiques
- Cuauhtémoc Blanco
- Alfredo Tena
- Zague (Jr.)
- Carlos de los Cobos
- Luis García Postigo
- José Antonio Roca
- Enrique Borja
- Adrián Chávez
- Raúl Gutiérrez
- Javier Aguirre
- Carlos Hermosillo
- Cristóbal Ortega
- Ricardo Peláez
- Pável Pardo
- Horacio Casarín
- Javier Fragoso
- Germán Villa
- Guillermo Ochoa
- Raúl Lara
- Adolfo Rios
- Alberto García Aspe
- Hugo Sánchez
- Oscar Rojas
- Joaquín del Olmo
- Luis Hernández
- Oswaldo Sánchez
- Claudio López
- Oscar Ruggeri
- Héctor Miguel Zelada
- Antônio Carlos Santos
- Zague
- João Justino
- Zizinho
- Dirceu
- Carlos Reinoso
- Reinaldo Navia
- Iván Zamorano
- Ricardo Francisco Rojas
- Osvaldo Castro
- Fabian Estay
- Sebastián Abreu
- François Omam-Biyik
- Raúl Amarilla
- Salvador Cabañas
- Julio César Uribe
- Ilie Dumitrescu
- Kalusha Bwalya
- Davor Jozić
- Christian Benítez

## Stade

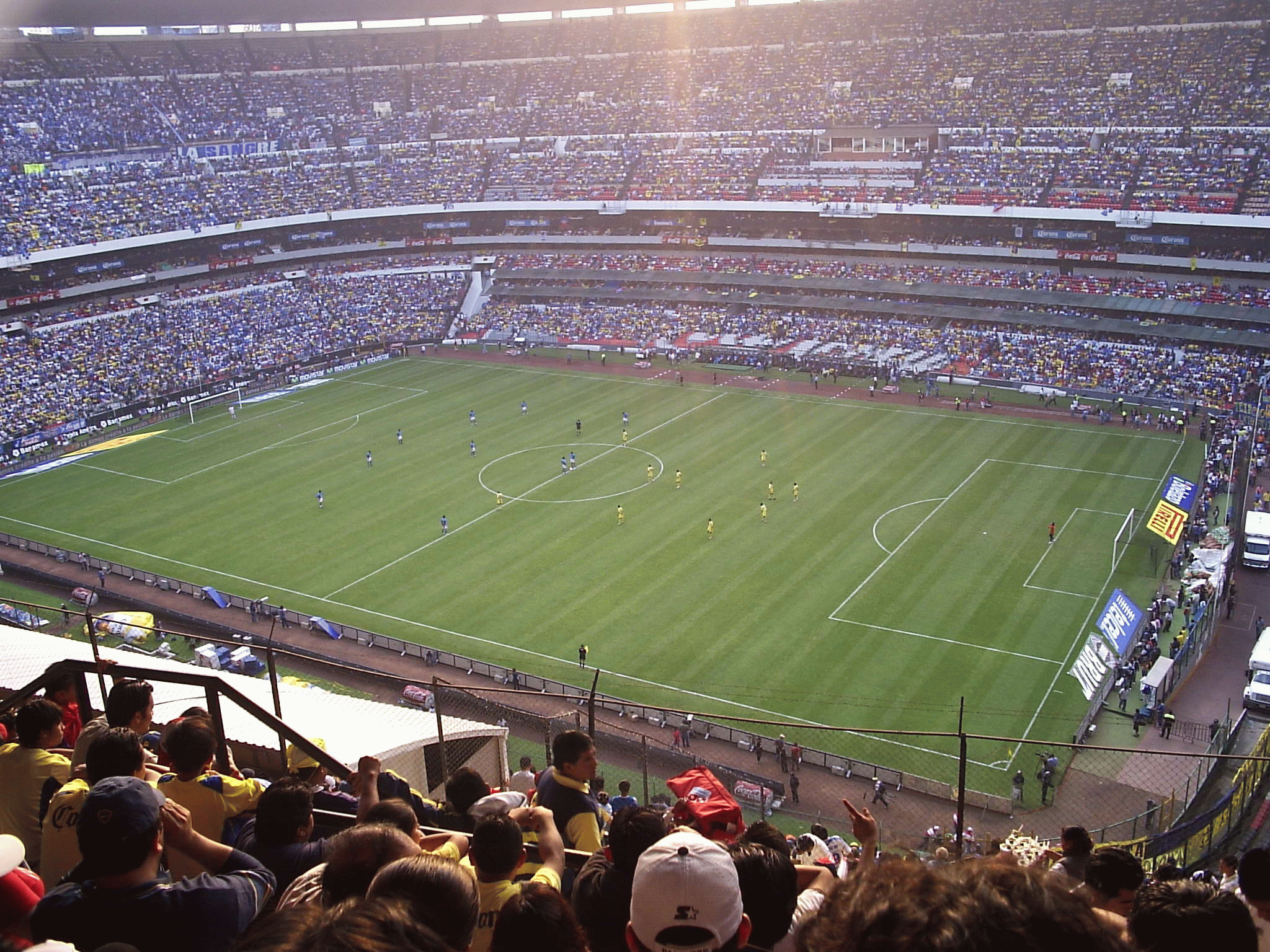
América dans un match l'opposant à Cruz Azul

América joue ses matches à domicile au Stade Azteca à Mexico. Le stade conçu par l'architecte mexicain Pedro Ramírez Vázquez, est inauguré le 29 mai 1966 lors d'un match entre América et Torino FC se concluant sur le score de 2-2. L'Azteca est aussi l'un des deux seuls stades de l'histoire à avoir été l'hôte de deux finales de Coupe du monde, avec le Maracanã de Rio de Janeiro. Le premier but est marqué par le Brésilien Arlindo dos Santos Cruz et le deuxième par le Brésilien José Alves « Zague ».
Un système d'éclairage moderne est inauguré le 5 juin 1966. Le premier but du match a été marqué par le joueur hondurien José Cardona. Durant cette rencontre, Roberto Martínez o Caña Brava a marqué le premier but de l'équipe du Mexique. Le score final était 3-1 en faveur du Valence CF.
Le stade a aussi accueilli les Jeux olympiques d'été de 1968, la Coupe du monde 1970, les Jeux panaméricains de 1975, la Coupe du monde des moins de 20 ans en 1983, la Coupe du monde 1986 et la Coupe des confédérations en 1999. Il a également accueilli de grands tournois internationaux tels que la Copa Interamericana et la Copa Libertadores.
Le stade Azteca est également utilisé pour des spectacles musicaux tout au long de son histoire. Michael Jackson (en 1993), U2 (en 2006), Elton John, Maná, Juan Gabriel, Luis Miguel, Gloria Estefan, Jaguares, Lenny Kravitz, Ana Gabriel ou Les Trois Ténors s'y sont ainsi produits. Le stade est également le théâtre d'événements politiques, y compris le meeting de fin de campagne du président mexicain Felipe Calderón en 2006, ainsi que d'événements religieux comme lors de la visite du pape Jean-Paul II en 1999.

## Popularité
C'est l'une des équipes les plus populaires et titrées du Mexique. Un sondage réalisé en janvier 2010, a révélé que le Club América est le deuxième club le plus populaire du pays derrière le CD Guadalajara, qui est aussi leur principal rival, et les rencontres entre ces deux clubs donnent lieu aux clásicos (similaires aux fameux duels Boca Juniors-River Plate ou Real Madrid-FC Barcelone). América et Chivas se partagent l'honneur d'être les deux clubs les plus titrés du Mexique, Chivas comptabilisant 12 victoires en championnat et América les suivant avec 12.